# Torfjanovka

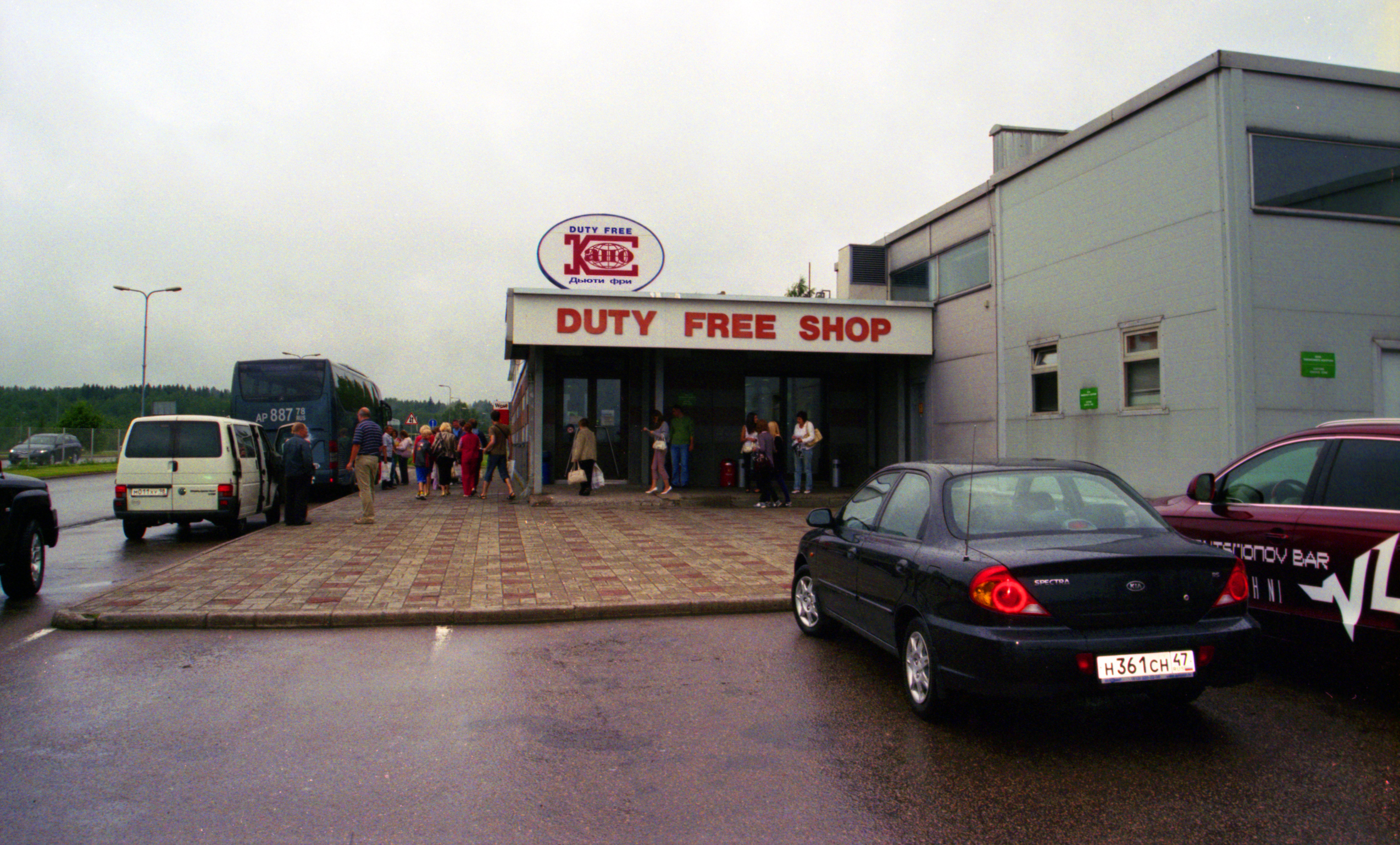
Tullfri butik i Torfjanovka.

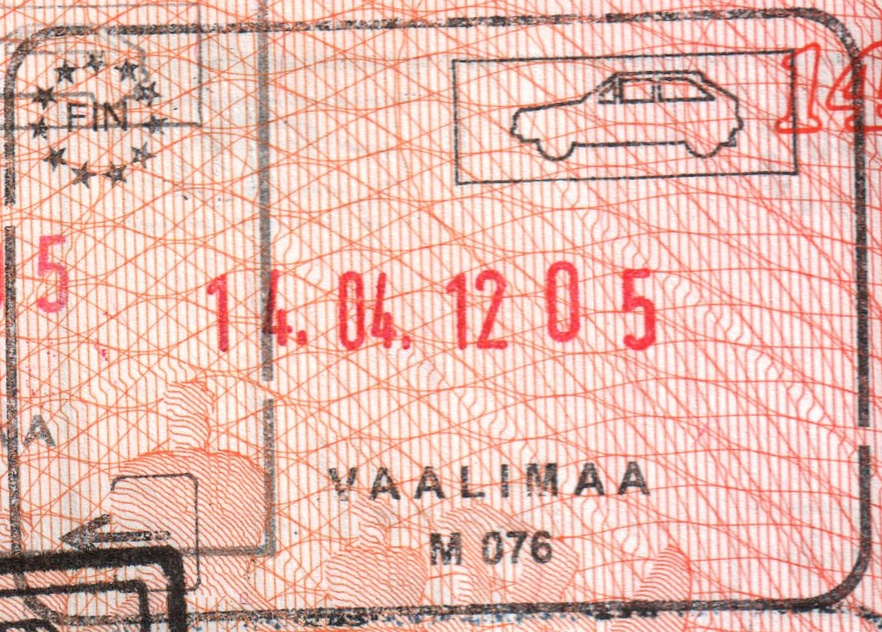
Passtämpel från gränskontrollen i Vaalimaa.

Torfjanovka är en gränsövergång mellan Ryssland och Finland. Den ligger i Leningrad oblast. Med över 2 miljoner årliga passeringar är det den mest trafikerade gränsövergången vid den finsk-ryska gränsen, som också är gräns mellan EU och Ryssland. Europaväg 18 går genom Torfjanovka.